# Tour du Finistère 2010
Il Tour du Finistère 2010, venticinquesima edizione della corsa e valida come evento dell'UCI Europe Tour 2010 categoria 1.1, si svolse il 17 aprile 2010 su un percorso totale di circa 199,3 km. Fu vinto dal francese Florian Vachon che terminò la gara in 4h46'24", alla media di 41,753  km/h.
Partenza con 124 ciclisti, dei quali 85 portarono a termine il percorso.

## Ordine d'arrivo (Top 10)
| Pos. | Corridore             | Squadra       | Tempo    |
| ---- | --------------------- | ------------- | -------- |
| 1    | Florian Vachon        | Bretagne      | 4h46'24" |
| 2    | Leonardo Duque        | Cofidis       | s.t.     |
| 3    | Cédric Pineau         | Roubaix       | s.t.     |
| 4    | Sébastien Minard      | Bretagne      | s.t.     |
| 5    | Nicolas Jalabert      | FDJ           | a 2"     |
| 6    | David Le Lay          | Saur-Sojasun  | s.t.     |
| 7    | Sylwester Janiszewski | CCC-Polsat    | a 4"     |
| 8    | Julien Mazet          | Bretagne      | s.t.     |
| 9    | Sébastien Joly        | Bouygues Tel. | a 7"     |
| 10   | Julien Simon          | FDJ           | a 19"    |